# MASH

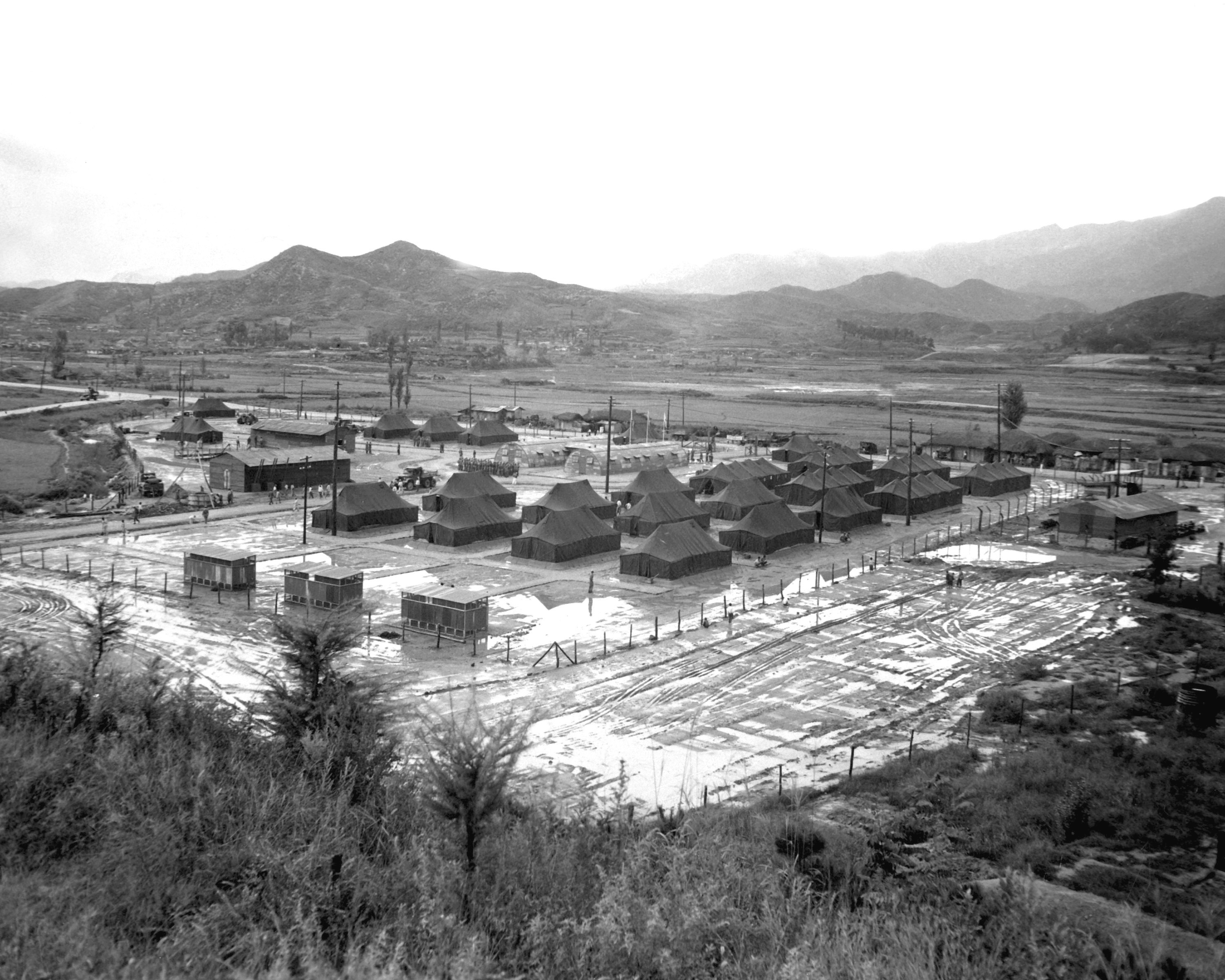
Pohled na tábor MASH, Wondžu, Korea, září 1951

MASH je zkratka pro lékařské jednotky americké armády – Mobilní armádní chirurgická nemocnice (z anglického Mobile Army Surgical Hospital).
Poprvé byl tento typ nemocnic použit v srpnu 1945, hromadně nasazen byl během války v Koreji a v pozdějších konfliktech. Americká armáda oficiálně zrušila nemocnice MASH dne 16. února 2006 a nahradila je větším ekvivalentem, CSH Combat Support Hospital – Podpůrná polní nemocnice.
Všechny jednotky měly kolem 10 lékařů, převážně chirurgů a 12 zdravotních sester, 200 armádních zaměstnanců a lůžka pro přibližně 200 pacientů. Protože tyto nemocnice mohly být rychle rozebrány a postaveny na jiném místě, mohly sledovat přední linie (některé jednotky během korejské války proto svoji polohu změnily mnohokrát). Blízkost bojiště a krátké přepravní vzdálenosti výrazně zvýšily úspěšnost léčby.

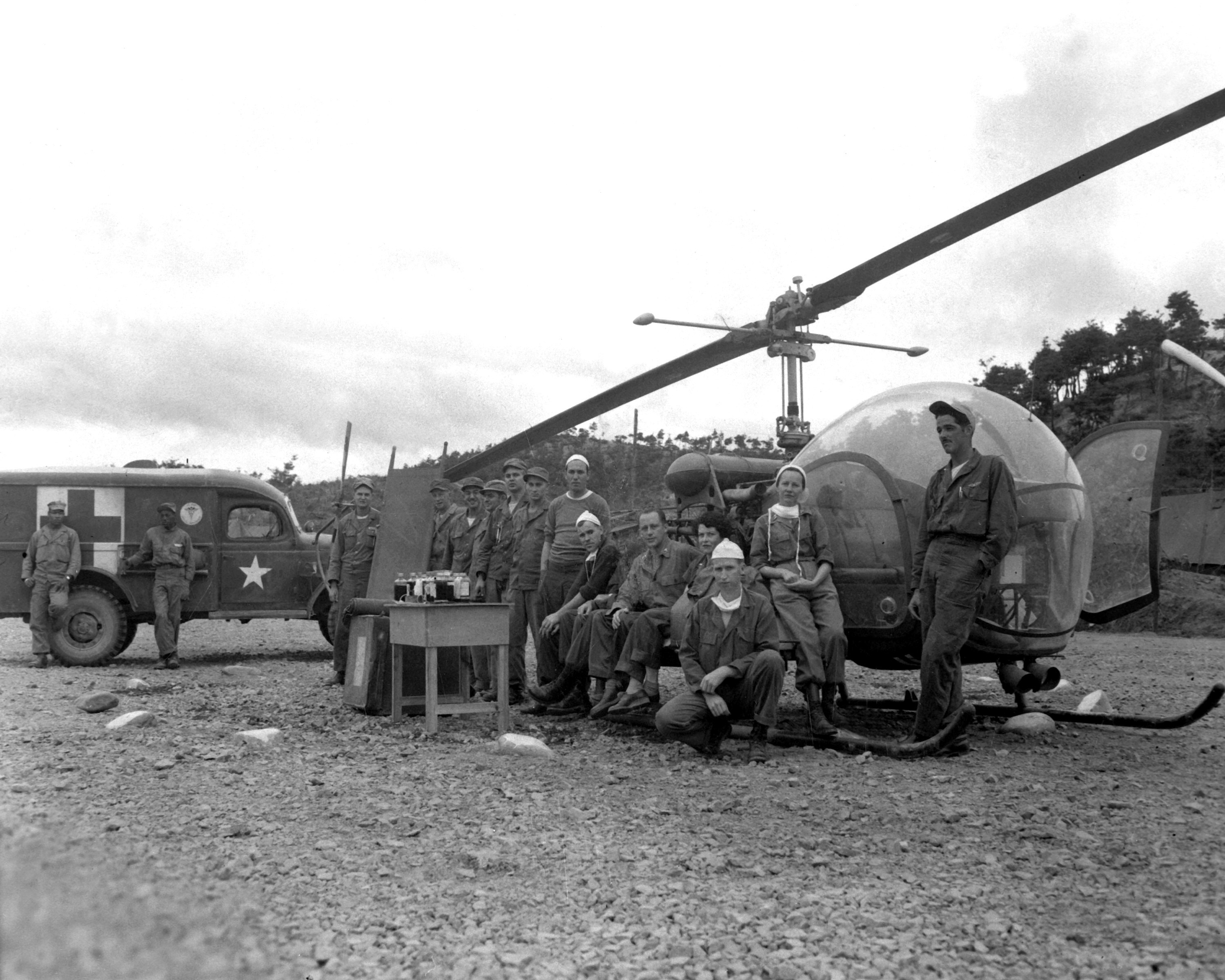
Personál MASH 8225 u vrtulníku H-13, Korea 1951

Ke zpopularizování MASH přispěl svojí novelou z roku 1968 spisovatel Richard Hooker, o dva roky později stejnojmenný americký film a později i stejnojmenný televizní sitcom.